# おふくろさん
『おふくろさん』は、1971年5月5日に発売された森進一の20枚目のシングル。

## 解説
- 前作シングルの「慕情〜天草の女〜」に引き続き、LP『旅路』からのシングルカットである。
- 作詞者の川内康範は本曲制作までの経緯を著書「おふくろさんよ 語り継ぎたい日本人のこころ」に綴っている[1]。

## 収録曲
- 両楽曲共に、作詞：川内康範

1. おふくろさん（3分39秒）
作曲・編曲：猪俣公章
2. 小鳥と少年（3分31秒）
作曲：平尾昌晃／編曲：小谷充

## 歌碑

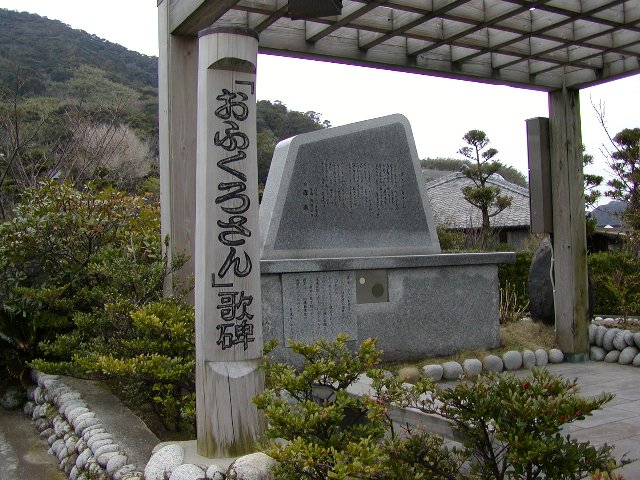
下甑島に設置された歌碑

- 1999年に森の母の出身地である下甑島（鹿児島県薩摩川内市下甑町手打）に歌碑が建立された[2]。

## その他
- 元々アルバム収録曲であったが、アメリカ公演で歌った際に日本人客がみな涙するのを見た関係者が、これに手応えを感じてシングルカットした。
- 1997年に富士写真フイルムのレンズ付きフィルム「写ルンです」のCMソングとして使用された[3]。
- 美空ひばり・五木ひろし・藤圭子・天童よしみ・鳥羽一郎・シャ乱Q・globeらに歌われている。「おふくろさん騒動」が発生していた2007年3月には吉幾三が新曲「ありがとうを言いたくて」の会見で歌いたいと宣言した[4]。
- NHK紅白歌合戦では8回披露された。
- コンサートなどで披露されていた、保富康午補作の改変版に川内が激怒し、森の対応の不手際もあって両者の関係が断絶。2007年、「おふくろさん騒動」としてマスコミを騒がせた。結局、関係が修復しないまま、翌年 (2008年4月6日)に川内が死去[5]。森は本曲を封印せざるを得ない状況に陥ったが、後に川内の長男である飯沼春樹の許可を得て、2008年11月よりオリジナル版の歌唱が可能となった[5]。